# Токаєво
Тока́єво (рос. Токаево, чув. Тукай) — село у складі Комсомольського району Чувашії, Росія. Входить до складу Урмаєвського сільського поселення.
Населення — 1745 осіб (2010; 1630 у 2002).
Національний склад:
- татари — 78 %